# Championnat de Roumanie de football 1929-1930
Navigation
Saison précédente Saison suivante
La saison 1929-1930 du Championnat de Roumanie de football était la 18e édition de la première division roumaine. La compétition voit ses dates d'organisation avancées afin de permettre à l'équipe nationale de Roumanie de pouvoir se préparer pour sa participation à la première Coupe du monde, organisée en Uruguay du 13 au 30 juillet 1930.
Douze clubs participent à la compétition, il s'agit des clubs champions de chacune des régions de Roumanie. Le championnat national est disputé sous forme de coupe à élimination directe. C'est la Juventus FC Bucarest qui remporte la compétition et décroche le premier titre de champion de Roumanie de son histoire.

## Les 12 clubs participants
(entre parenthèses, la région d'appartenance du club)
- Gloria CFR Arad (Arad)
- Juventus FC Bucarest (Bucarest)
- Brașovia Brașov (Brașov)
- Dragoș Vodă Cernăuți (Cernăuți)
- Mihai Viteazu Chișinău (Chișinău)
- Universitatea Cluj-Napoca (Cluj)
- Oltul Slatina (Craiova)
- CF Braila (Brăila)
- Concordia Iași (Iași)
- Staruinta Oradea (Oradea)
- Societatea de Gimnastica Sibiu (Sibiu)
- RGM Timișoara (Timișoara)

## Compétition

### Tour préliminaire
Un tour préliminaire a lieu pour déterminer les 4 derniers qualifiés pour la phase finale.
| Équipe 1                  | Résultat | Équipe 2                |
| ------------------------- | -------- | ----------------------- |
| Universitatea Cluj-Napoca | 4 - 0    | Staruinta Oradea        |
| Oltul Slatina             | 0 - 1    | RGM Timișoara           |
| Concordia Iași            | 2 - 4    | Mihai Viteazu Chișinău  |
| SG Sibiu                  | 0 - 0    | Brașovia Brașov         |
| SG Sibiu                  | 3 - 0    | Brașovia Brașov forfait |

La compétition a lieu sous forme de coupe, avec match simple. En cas de match nul, la rencontre est rejouée sur le même terrain.
|  | Quarts de finale          | Quarts de finale          | Quarts de finale          | Quarts de finale          |                      |                      | Demi-finales           | Demi-finales           | Demi-finales           | Demi-finales           |  |  | Finale                 | Finale                 | Finale                 | Finale                 |
|  |                           |                           |                           |                           |                      |                      |                        |                        |                        |                        |  |  |                        |                        |                        |                        |
|  | 18 mai 1930 à Brăila      | 18 mai 1930 à Brăila      | 18 mai 1930 à Brăila      | 18 mai 1930 à Brăila      |                      |                      | 29 mai 1930 à Bucarest | 29 mai 1930 à Bucarest | 29 mai 1930 à Bucarest | 29 mai 1930 à Bucarest |  |  | 8 juin 1930 à Bucarest | 8 juin 1930 à Bucarest | 8 juin 1930 à Bucarest | 8 juin 1930 à Bucarest |
|  | 18 mai 1930 à Brăila      | 18 mai 1930 à Brăila      | 18 mai 1930 à Brăila      | 18 mai 1930 à Brăila      |                      |                      | 29 mai 1930 à Bucarest | 29 mai 1930 à Bucarest | 29 mai 1930 à Bucarest | 29 mai 1930 à Bucarest |  |  | 8 juin 1930 à Bucarest | 8 juin 1930 à Bucarest | 8 juin 1930 à Bucarest | 8 juin 1930 à Bucarest |
|  | CF Braila                 | CF Braila                 | 0                         | 0                         |                      |                      | 29 mai 1930 à Bucarest | 29 mai 1930 à Bucarest | 29 mai 1930 à Bucarest | 29 mai 1930 à Bucarest |  |  | 8 juin 1930 à Bucarest | 8 juin 1930 à Bucarest | 8 juin 1930 à Bucarest | 8 juin 1930 à Bucarest |
|  | CF Braila                 | CF Braila                 | 0                         | 0                         |                      |                      | 29 mai 1930 à Bucarest | 29 mai 1930 à Bucarest | 29 mai 1930 à Bucarest | 29 mai 1930 à Bucarest |  |  | 8 juin 1930 à Bucarest | 8 juin 1930 à Bucarest | 8 juin 1930 à Bucarest | 8 juin 1930 à Bucarest |
|  | Juventus FC Bucarest      | Juventus FC Bucarest      | 16                        | 16                        |                      |                      | 29 mai 1930 à Bucarest | 29 mai 1930 à Bucarest | 29 mai 1930 à Bucarest | 29 mai 1930 à Bucarest |  |  | 8 juin 1930 à Bucarest | 8 juin 1930 à Bucarest | 8 juin 1930 à Bucarest | 8 juin 1930 à Bucarest |
|  | Juventus FC Bucarest      | Juventus FC Bucarest      | 16                        | 16                        | Juventus FC Bucarest | Juventus FC Bucarest | 4                      | 4                      |                        |                        |  |  | 8 juin 1930 à Bucarest | 8 juin 1930 à Bucarest | 8 juin 1930 à Bucarest | 8 juin 1930 à Bucarest |
|  | 18 mai 1930 à Cernăuți    |                           |                           |                           | Juventus FC Bucarest | Juventus FC Bucarest | 4                      | 4                      |                        |                        |  |  | 8 juin 1930 à Bucarest | 8 juin 1930 à Bucarest | 8 juin 1930 à Bucarest | 8 juin 1930 à Bucarest |
|  |                           |                           | Mihai Viteazul Chișinău   | Mihai Viteazul Chișinău   | 2                    | 2                    |                        |                        |                        |                        |  |  | 8 juin 1930 à Bucarest | 8 juin 1930 à Bucarest | 8 juin 1930 à Bucarest | 8 juin 1930 à Bucarest |
|  | Dragoș Vodă Cernăuți      | Dragoș Vodă Cernăuți      | Mihai Viteazul Chișinău   | Mihai Viteazul Chișinău   | 2                    | 2                    | 2                      | 2                      |                        |                        |  |  | 8 juin 1930 à Bucarest | 8 juin 1930 à Bucarest | 8 juin 1930 à Bucarest | 8 juin 1930 à Bucarest |
|  | Dragoș Vodă Cernăuți      | Dragoș Vodă Cernăuți      | 1er juin 1930 à Arad      |                           |                      |                      | 2                      | 2                      |                        |                        |  |  | 8 juin 1930 à Bucarest | 8 juin 1930 à Bucarest | 8 juin 1930 à Bucarest | 8 juin 1930 à Bucarest |
|  | Mihai Viteazul Chișinău   | Mihai Viteazul Chișinău   | 4                         | 4                         |                      |                      |                        |                        |                        |                        |  |  | 8 juin 1930 à Bucarest | 8 juin 1930 à Bucarest | 8 juin 1930 à Bucarest | 8 juin 1930 à Bucarest |
|  | Mihai Viteazul Chișinău   | Mihai Viteazul Chișinău   | 4                         | 4                         | Juventus FC Bucarest | Juventus FC Bucarest | 3                      | 3                      |                        |                        |  |  |                        |                        |                        |                        |
|  | 25 mai 1930 à Arad        |                           |                           |                           | Juventus FC Bucarest | Juventus FC Bucarest | 3                      | 3                      |                        |                        |  |  |                        |                        |                        |                        |
|  |                           |                           | CFR Gloria Arad           | CFR Gloria Arad           | 2                    | 2                    |                        |                        |                        |                        |  |  |                        |                        |                        |                        |
|  | CFR Gloria Arad           | CFR Gloria Arad           | CFR Gloria Arad           | CFR Gloria Arad           | 2                    | 2                    | 1                      | 1                      |                        |                        |  |  |                        |                        |                        |                        |
|  | CFR Gloria Arad           | CFR Gloria Arad           |                           |                           |                      |                      |                        |                        |                        |                        |  |  |                        |                        |                        |                        |
|  | RGM Timisoara             | RGM Timisoara             | 0                         | 0                         |                      |                      |                        |                        |                        |                        |  |  |                        |                        |                        |                        |
|  | RGM Timisoara             | RGM Timisoara             | 0                         | 0                         | CFR Gloria Arad      | CFR Gloria Arad      | 3                      | 3                      |                        |                        |  |  |                        |                        |                        |                        |
|  | 18 mai 1930 à Cluj        |                           |                           |                           | CFR Gloria Arad      | CFR Gloria Arad      | 3                      | 3                      |                        |                        |  |  |                        |                        |                        |                        |
|  |                           |                           | Universitatea Cluj-Napoca | Universitatea Cluj-Napoca | 0                    | 0                    |                        |                        |                        |                        |  |  |                        |                        |                        |                        |
|  | Universitatea Cluj-Napoca | Universitatea Cluj-Napoca | Universitatea Cluj-Napoca | Universitatea Cluj-Napoca | 0                    | 0                    | 7                      | 7                      |                        |                        |  |  |                        |                        |                        |                        |
|  | Universitatea Cluj-Napoca | Universitatea Cluj-Napoca |                           |                           |                      |                      |                        | 7                      |                        |                        |  |  |                        |                        |                        |                        |
|  | SG Sibiu                  | SG Sibiu                  | 0                         | 0                         |                      |                      |                        |                        |                        |                        |  |  |                        |                        |                        |                        |
|  | SG Sibiu                  | SG Sibiu                  | 0                         | 0                         |                      |                      |                        |                        |                        |                        |  |  |                        |                        |                        |                        |
|  |                           |                           |                           |                           |                      |                      |                        |                        |                        |                        |  |  |                        |                        |                        |                        |

## Bilan de la saison
| Tableau d'Honneur                   |                      |
| Compétition                         | Vainqueur            |
| Championnat de Roumanie de football | Juventus FC Bucarest |